# The Strain
The Strain (traduzido no Brasil como Noturno e em Portugal como A Estirpe) são três volumes do gênero thriller de horror criado pelo autor norte-americano Chuck Hogan, em parceria com o cineasta mexicano Guillermo del Toro.
Lançado em 2009 e traduzido no Brasil por Sérgio Moraes Rego e Paulo Reis, lançado pela editora Rocco. Noturno é o primeiro volume da chamada Trilogia da Escuridão.
O segundo livro, já lançado nos Estados Unidos em 2010, recebeu o título de The Fall (A Queda, tradução livre para o português) e já foi publicado pela editora Rocco. E o terceiro e último se chama The Night Eternal (Noite Eterna, tradução livre), lançado em 2011. 

## Sinopse
A história narra o surgimento de um vírus fatal na cidade de Nova York. Tudo começa quando o Boeing 777 da Regis Airline, vindo de Berlim, aterrissa no aeroporto JFK. Seu motor para, as luzes se apagam, os canais de comunicação silenciam e a equipe do aeroporto se perde numa espera aflitiva por algum sinal dos passageiros.
Temendo um ataque biológico, o Centro de Controle de Doenças é acionado e então vemos o Dr. Ephraim Goodweather, o protagonista do livro. Ele se torna o líder de um trio que tenta investigar o mistério por trás do estranho vírus, que transforma as vítimas em verdadeiros vampiros, loucos por sangue. O trio se completa com a bioquímica Nora Martinez, sua parceira, e com o estudioso caçador dos estranhos vampiros Abraham Setrakian.

## Informações
O livro ganhou destaque por abordar o tema de vampiros de forma diferente: biológica e cientificamente. Os procedimentos cirúrgicos são minuciosamente detalhados, assim como a lenta transformação das vítimas. A abordagem científica começa ao tratar o vampirismo como um vírus, uma pandemia que precisa ser contida, mas que vai se expandindo rapidamente, impossível de ser impedida. O livro foi elogiado pela crítica especializada, e Guillermo del Toro agradou em sua estreia literária.
Sua continuação, é chamada "The Fall" (traduzido no Brasil como 'A queda'), e já foi publicado pela editora Rocco. O nível detalhista do livro se manteve, transportando o leitor para uma realidade onde vampiros deixaram de ser lendas, e tornaram-se o pesadelo da humanidade. Neste livro, a epidemia já começa a atingir níveis alarmantes. Os protagonistas do livro anterior continuam sua caçada para evitar a total destruição da humanidade. Este é um tema já abordado em diversos outros livros, mas neste, o terror é uma marca permanente da história. 
O terceiro e último livro da série, chamado "Eternal Night" (traduzido no Brasil como 'Noite Eterna'), já foi publicado nos EUA no final de Outubro de 2011. Guillermo del Toro criou e produziu uma série baseada na trilogia, o primeiro episódio foi exibido em 13 de julho de 2014 na FOX, a adaptação é escrita por Guillermo del Toro e Chuck Hogan .